# هشام المليجي
هشام المليجى (1 ديسمبر 1968 -)، ممثل ومؤلف وموسيقي مصري.

## عن حياته
تخرج في أكاديمية الفنون-المعهد العالى للفنون المسرحية - قسم تمثيل، وإخراج.شارك في عدد من الأعمال الفنية في السينما، والمسرح، والتليفزيون إلا أن انطلاقته الحقيقية بدأت مع دوره في فيلم «صعيدي في الجامعة الأمريكية».

## أبرز أعماله كممثل

### أفلامه
- ضحك ولعب وجد وحب
- صعيدي في الجامعة الأمريكية
- بوحه

### مسلسلاته
- شجر الأحلام.
- العصيان.
- الداعية.
- خيبر، مسلسل تاريخي إنتاج 2013.
- احنا الطلبة

## روابط خارجية
- هشام المليجي على موقع الدهليز
- هشام المليجي على موقع قاعدة بيانات الأفلام العربية